# Время сыновей
«Время сыновей» — советский цветной художественный фильм, снятый режиссёром Евгением Матвеевым на киностудии «Мосфильм» в 1986 году. Экранизация романа Иосифа Герасимова «Пробел в календаре».
Премьера состоялась 27 апреля 1987 года. В СССР фильм посмотрело 4,4 млн зрителей.

## Сюжет
Академик Кордин, по просьбе умирающего коллеги Дубцова, встречается с ним, и разговор быстро скатывается к их давнему спору о методах плавки стали. Дубцов, сторонник новых технологий, убеждает Кордина рассмотреть его работы, и тот обещает издать книгу Дубцова. Кордин планирует передать освободившееся место завлабораторией своему сыну Александру, но на конкурс также подаёт заявку его второго сына Зиновия, который поддерживает идеи Дубцова. Зиновий начинает работать на заводе, чтобы доказать перспективность новой технологии, а Александр вскоре меняет своё мнение и понимает, что идеи отца устарели. Кордин переживает кризис, осознавая, что время новых идей и мышления пришло — время сыновей.

## В ролях
| Актёр              | Роль                                      |
| ------------------ | ----------------------------------------- |
| Евгений Матвеев    | академик Семён Петрович Кордин            |
| Борис Плотников    | Александр Кордин                          |
| Иван Шабалтас      | Зиновий Кордин                            |
| Георгий Жжёнов     | директор завода Сергей Васильевич Узелков |
| Наталья Вавилова   | Валентина                                 |
| Юрий Яковлев       | Антон Васильевич Дубцов                   |
| Александр Михайлов | Фёдор Томин                               |
| Ольга Остроумова   | Людмила Кордина жена Александра           |
| Елена Козелькова   | Наталья Львовна мать братьев Кординых     |
| Алексей Жарков     | Михаил Кадкин                             |
| Нина Тобилевич     | Алёна                                     |
| Андрей Гусев       | Николай брат Валентины                    |

### В эпизодах
| Актёр              | Роль                                      |
| ------------------ | ----------------------------------------- |
| Виктор Уральский   | отец Вали и Николая                       |
| Валентина Ананьина | Алевтина Владимировна мать Вали и Николая |
| Лев Поляков        | Коваленко из совмина                      |
| Михаил Кокшенов    | сосед Пётр Васильевич                     |
| Елена Кузьмина     | секретарша Маша                           |
| Алла Ладнова       |                                           |

## Критика
Кинокритик Лина Глебова, в своей рецензии на страницах газеты «Советская культура», писала:
В фильме перед нами, таким образом, вырисовывается, помимо социальной, ещё и нравственная драма. Фигура самого Кордина рисуется как бы «в семейном интерьере», рядом с двумя сыновьями, из которых старший — кроток, послушен, ускользающе незаметен, истинная тень своего отца. И младший, Зиновий. Здесь, если говорить об актёрском исполнении, то рядом с крупной, актёрски размашистой фигурой Евгения Матвеева в роли Кордина-отца интересным и выразительным предстаёт его сын Александр. Борис Плотников играет очень непростую, неоднозначную, драматически сложную роль. Поначалу только сподвижник, сомышленник, кроткий, послушный сын, он вдруг обнаруживает жёсткий характер, силу воли и невысокую принципиальность. И этот сыновний бунт ещё раз ярко подтверждает главную мысль фильма о неизбежности, неостановимости прогресса.Лина Глебова, газета «Советская культура»